# Vương miện Pahlavi
Vương miện Pahlavi (tiếng Ba Tư: تاج پهلوی) là vương miện đăng quang được sử dụng trong triều đại Pahlavi (1925–1979) của Iran. Nó được chế tác để dành cho lễ đăng cơ của Quốc vương Reza Shah vào năm 1926 và lần cuối cùng được sử dụng là trong lễ đăng cơ của con trai ông là Mohammad Reza Pahlavi, vị vua cuối cùng của Nhà nước hoàng gia Iran. Pahlavi có lẽ là chiếc vương miện được đính nhiều kim cương nhất thế giới còn tồn tại đến ngày nay, vì trên đó có đến 3.380 viên kim cương lớn nhỏ, chưa tính đến những viên ngọc trai, ngọc lục bảo và các loại đá quý khác.